# Montera picona

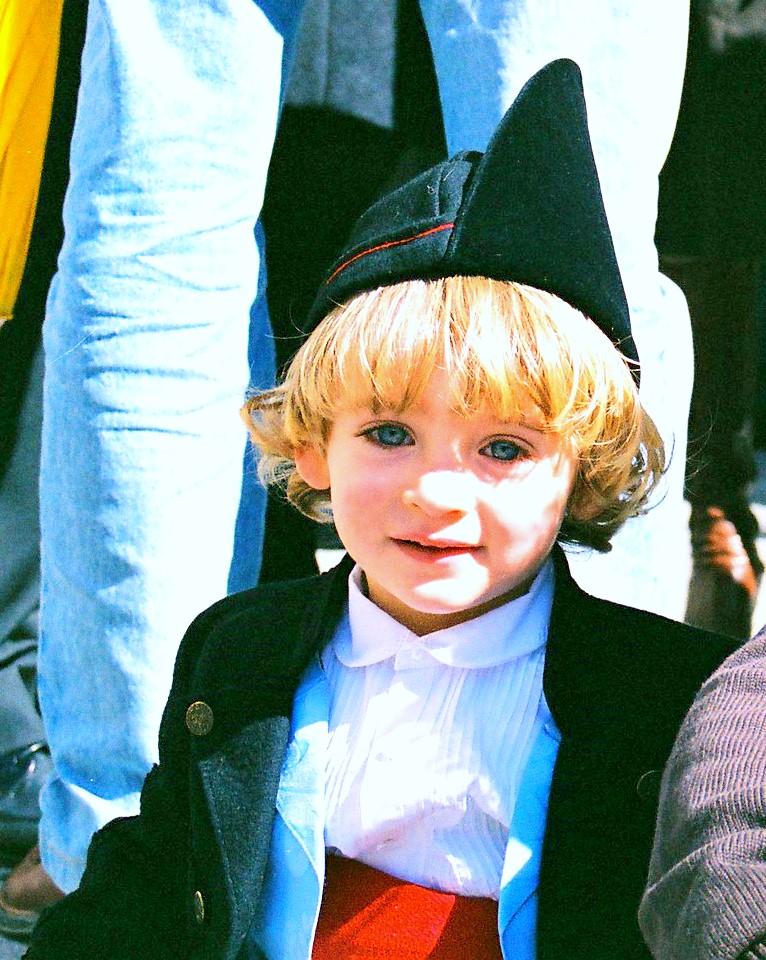
Niño con montera picona

La montera picona es un sombrero tradicional asturiano de lana de color oscuro que cubre la cabeza de los hombres y del que sobresale un pico que antiguamente se usaba para tapar la cara en caso de mucho frío llegando al otro extremo de la montera en donde se sujetaba. Hoy en día algunas monteras conservan el botón, aunque se trate de algo meramente ornamental.
La montera picona no se emplea en la vida cotidiana, aunque se mantiene como un símbolo de asturianía y es parte del traje tradicional asturiano o paxellu. Se usa en fiestas, actos folclóricos y como parte de la indumentaria común de las bandas de gaitas
En la actualidad, este complemento se ha modernizado, acercando su uso lúdico a todos los públicos, en fiestas, eventos y competiciones.
- Datos: Q5195213
- Multimedia: Montera Picona / Q5195213